# Input Management
Unter Input Management versteht man die Herangehensweise zur digitalen Erfassung von geschäftsrelevanten Daten („Content“), die Auswahl von geeigneter Hard- und Software und die Anbindung an Geschäftsanwendungen, wie etwa Enterprise Content Management (ECM) oder Data-Warehousing.
Erfasst werden im Input Management strukturierte oder unstrukturierte Daten aus unterschiedlichen Quellen, um diese für die Weiterverarbeitung in Informationssystemen bereitzustellen. Dies können beispielsweise Systeme aus den Bereichen „Enterprise Content Management“ oder „Data-Warehouse“ sein, die ihre Datenerfassung über das Input Management bewerkstelligen.
Der Branchenverband „The Association for Information and Image Management“ (AIIM) fasst Komponenten, Techniken und Vorgehensweisen zum Enterprise Content Management, welche der Erfassung (siehe auch Capturing unter ECM) von Inhalten dienen, unter dem Begriff „Input Management“ zusammen. Inhalte sind in diesem Umfeld alle geschäftsrelevanten und dem ECM noch vorgelagerten Daten wie beispielsweise papierbasierte Belege oder Schriftverkehr (unstrukturierter Content). Diese fallen nach wie vor in großer Zahl an und werden mit zunehmender Verbreitung von digitalen Archiven und Dokumentenmanagement-Systemen digital erfasst und als Datei abgelegt. Das Capturing, bzw. Input Management verwendet an dieser Stelle Techniken zum Scannen, Imaging, OCR, Barcodes, ICR und Volltextsuche. Die gesamte Wertschöpfungskette zur Bereitstellung von digitalen Daten aus Schriftstücken (im Sinne von Dokumenten, die üblicherweise in Papierform vorliegen) wird als Input Management bezeichnet, während die verwendeten Techniken mit Capturing zusammengefasst werden.